# Обућа
Обућа је део одевног предмета који се носи ради заштитне ногу или ради моде. Обућу носе људи широм света било да су то чизме, јапанке, сандале, патике, папуче. Оне могу да се праве од коже, тканине, гуме, платна. Постоји зимска и летња колекција обуће. Летња колекција је су сандале, јапанке и папуче, a зимску колекцију углавном чине чизме, дубоке патике и друга топлија обућа.

## Етимологија
Лубор Нидерле, чешки антрополог, археолог, етнограф и историчар је на основу историеких извора, археолошких података, иконографског материјала, најстаријих црквених илустрованих рукописа и других словенских и туђих рукописа закључио да је Обувь опште словенски назив за обућу и да је код старих Словена била у виду најстаријих опанака, какве су касније носили карпатски и балкански Словени. 